# Hiboux d'or
Les Hiboux d'or (Prêmios Coruja de Ouro) sont des récompenses cinématographiques brésiliennes créées par l'Institut national du cinéma (Instituto Nacional de Cinema ou INC), sous l'impulsion de son président, Ricardo Cravo Albin, et de Jarbas Passarihno, ministre de l'Éducation et de la Culture, afin de récompenser les meilleurs films nationaux, et décernées de 1969 à 1976.
La cérémonie accueillait également des artistes brésiliens tels Elis Regina, Chico Anício, Erasmo Carlos ou encore Jorge Ben, qui jouaient accompagnés de l'orchestre de TV Globo dirigé par Guio de Morais.

## Lauréats

### 1969
- Glauber Rocha : meilleur réalisateur pour Antonio das Mortes (O Dragão da Maldade Contra o Santo Guerreiro)
- Antonio Carlos Fontoura : meilleur scénariste pour Copacabana, Me Engana
- Grande Otelo : meilleur acteur pour Macunaïma (Manucaíma)
- Odete Lara : meilleure actrice pour Copacabana, Me Engana
- Paulo Gracindo : meilleur acteur dans un second rôle pour Copacabana, Me Engana
- Neuza Amaral : meilleure actrice dans un second rôle pour As Duas Faces da Moeda
- Egberto Gismonti : meilleur compositeur pour A Penúltima Donzela
- Affonso Beato : meilleur directeur de la photographie pour O Bravo Guerreiro
- Raimundo Higino : meilleur monteur pour Os Paqueras
- Anísio Medeiros : meilleur scénographe pour A Penúltima Donzela
- Francisco Brenand : meilleur costumier pour A Compadecida

### En 1970
- Adhemar Gonzaga remporte le Grand Prix de l'INC
- David Neves : meilleur réalisateur pour Memórias de Helena
- Carlos Diegues : meilleur scénariste pour Les Héritiers (Os Herdeiros)
- José Lewgoy : meilleur acteur pour Pecado Mortal
- Ítala Nandi : meilleure actrice pour Les Dieux et les Morts (Os Deuses e os Mortos)
- Nelson Xavier : meilleur acteur dans un second rôle pour Les Dieux et les Morts
- Mara Rúbia : meilleure actrice dans un second rôle pour Les Dieux et les Morts
- Silvio Reinoldi : meilleur monteur pour Quelé do Pajeú et Juliana do Amor Perdido
- Cláudio Petraglia : meilleur compositeur pour A Moreninha
- Luís Carlos Ripper : meilleur costumier pour Les Héritiers
- Flávio Phebo : meilleur scénographe pour A Moreninha
- Dib Lufti : meilleur directeur de la photographie pour Les Héritiers

### 1971
- Domingos de Oliveira : meilleur réalisateur pour A Culpa
- Alberto Salvá : meilleur scénariste pour As Quatro Chaves Mágicas
- Rodolfo Arena : meilleur acteur pour Em Família
- Lilian Lemmertz : meilleure actrice pour Cordélia, Cordélia
- Carlos Kroeber : meilleur acteur dans un second rôle pour A Casa Assassinada
- Isabela : meilleure actrice dans un second rôle pour As Quatro Chaves Mágicas
- Luiz Carlos Ripper : meilleur scénographe pour Pindorama et L'Aliéniste (Azyllo Muito Louco)
- Luiz Carlos Ripper : meilleur costumier pour L'Aliéniste et Faustão
- Antônio Carlos Jobim : meilleur compositeur pour A Casa Assassinada
- Rogério Noel : meilleur directeur de la photographie couleur pour A Culpa
- José de Almeida : meilleur directeur de la photographie noir et blanc pour Um Homem sem Importância
- Rafael Justo Valverde : meilleur monteur pour A 300 km por hora et Em Família

### 1972
- Luiz de Barros remporte le Grand Prix de l'INC
- Walter Hugo Khouri : meilleur réalisateur pour As Deusas
- Jorge Ileli : meilleur scénariste pour Viver de Morrer
- Paulo Porto : meilleur acteur pour Toda Nudez Será Castigada
- Darlene Glória : meilleure actrice pour Toda Nudez Será Castigada
- Erasmo Carlos : meilleur acteur dans un second rôle pour Os Machões
- Elza Gomes : meilleure actrice dans un second rôle pour Toda Nudez Será Castigada
- Rudolf Icsey : meilleur directeur de la photographie pour As Deusas
- Silvio Renoldi : meilleur monteur pour Piconzé
- Régis Monteiro : meilleur scénographe pour Cassy Jones, o Magnífico Sedutor
- Carlos Imperial : meilleur compositeur pour A Viúva Virgem
- Campelo Neto : meilleur costumier pour Indépendance ou Mort Independência ou Morte

### 1973
- Leon Hirszman : meilleur réalisateur pour São Bernardo
- Hugo Carvana : meilleur scénariste pour Vai Trabalhar Vagabundo
- Jofre Soares : meilleur acteur pour A Faca e o Rio
- Tereza Raquel : meilleure actrice pour Amante Muito Louca
- Wilson Grey : meilleur acteur dans un second rôle pour Sagarana, o Duelo et Vai Trabalhar Vagabundo
- Vanda Lacerda : meilleure actrice dans un second rôle pour São Bernardo
- Mário Carneiro : meilleur directeur de la photographie pour Sagarana, o Duelo
- Carlos Coimbra : meilleur monteur pour O Descarte
- Luiz Carlos Ripper : meilleur costumier pour São Bernardo
- Chico Buarque : meilleur compositeur pour Jeanne, la Française (Joana, a Francesa)

### 1974
- Zelito Viana : meilleur réalisateur pour Os Condenados
- Flávio Tambellini : meilleur scénariste pour Relatório de um Homem Casado
- Milton Gonçalves : meilleur acteur pour A Rainha Diaba
- Isabel Ribeiro : meilleure actrice pour Os Condenados
- Ney Latorraca : meilleur acteur dans un second rôle pour Sedução
- Odete Lara : meilleure actrice dans un second rôle pour A Estrela Sobe
- Dib Lufti :meilleur directeur de la photographie pour Os Condenados
- Mauro Alice : meilleur monteur pour O Anjo da Noite
- Sérgio Ricardo : meilleur compositeur pour A Noite do Espantalho
- Francisco Altan : meilleur scénographe pour Os Condenados
- Anísio Medeiros : meilleur costumier pour A Estrela Sobe

### 1975
- Joaquim Pedro de Andrade : meilleur réalisateur pour Guerre conjugale (Guerra Conjugal)
- Antunes Filho : meilleur scénariste pour Compasso de Espera
- Lima Duarte : meilleur acteur pour Guerre conjugale
- Marília Pêra : meilleure actrice pour O Rei da Noite
- Xandó Batista : meilleur acteur dans un second rôle pour O Predileto
- Irene Ravache : meilleure actrice dans un second rôle pour Lição de Amor
- Oswaldo de Oliveira : meilleur directeur de la photographie pour O Marginal
- Roberto Leme : meilleur monteur pour O Marginal
- Francesco Altan : meilleur scénographe pour O Predileto
- Waldir Luis : meilleur costumier pour Padre Cícero

### 1976
- Roberto Santos : meilleur réalisateur pour As Três Mortes de Solano
- Xavier de Oliveira : meilleur scénariste pour O Vampiro de Copacabana
- Jofre Soares : meilleur acteur pour Crueldade Mortal et Fogo Morto
- Zezé Motta : meilleure actrice pour Xica da Silva
- Procópio Mariano : meilleur acteur dans un second rôle pour Ibrahim do Subúrbio et Fogo Morto
- Elke Maravilha : meilleure actrice dans un second rôle pour Xica da Silva
- Silvio Renoldi : meilleur monteur pour Ibrahim do Subúrbio
- José Medeiros : meilleur directeur de la photographie pour Xica da Silva
- Luiz Carlos Ripper : meilleur scénographe pour Xica da Silva
- Luiz Afonso Burijo : meilleur costumier pour Aleluia Gretchen
- Francis Hime : meilleure bande originale de Marília e Marina
- Paulo Emílio Salles Gomes : prix spécial in memoriam